# Феррит лютеция
Феррит лютеция — неорганическое соединение,
комплексный оксид лютеция и железа
с формулой Lu3Fe5O12 (или 3Lu2O3•5Fe2O3),
кристаллы.

## Физические свойства
Феррит лютеция образует кристаллы
кубической сингонии,
пространственная группа I a3d,
параметры ячейки a = 1.228 нм, Z = 8.

## Применение
- Используется в детекторах магнитного поля.